# Kirchheim (Euskirchen)
Kirchheim (ⓘ) ist ein Stadtteil von Euskirchen.

## Lage
Kirchheim ist der südlichste Stadtteil von Euskirchen am Nordhang Münstereifeler Waldes. Das Euskirchener Stadtgebiet erstreckt sich noch einige Kilometer nach Süden mit dem Kirchheimer und Flamersheimer Wald.
Kirchheim liegt am Rand der Eifelhöhen. In der Nähe liegen die Städte Rheinbach und Bad Münstereifel.

## Geschichte
Das Dorf Kirchheim besteht aus drei alten Ortsteilen: dem gleichnamigen Dorf, dem ehemaligen Ortsteil Oberkastenholz und Hockenbroich (auch Hocken oder Hockenthüre genannt).
Die Fachwerkhäuser, auch aus dem 18. Jahrhundert, wurden teilweise durch Neubauten ersetzt und ergänzt. Dadurch werden nach und nach die Baulücken zwischen den alten Ortsteilen geschlossen.
Hockenbroich ist der älteste Teil des Ortes.
Die Kirchheimer Bewohner betrieben früher überwiegend Forst- und Landwirtschaft sowie Viehzucht. Sie arbeiteten in den örtlichen Stein- und Kalkbrüchen (daher auch „Kissklöpper“ genannt) oder im Straßenbau.  Nur wenige waren in den Fabriken von Euskirchen, Arloff und Stotzheim beschäftigt. Einige fanden Arbeitsstellen in der Liblarer Braunkohleindustrie oder dem ehemaligen Mechernicher Bleibergwerk, wo sie meist unter der Woche verblieben und erst am Wochenende Heim kehrten.
In der Zeit der Römer war das heutige Kirchheim ein Vorwerk des großen römischen Belgica, dem heutigen Billig. Dies belegen Funde aus den Fluren von Hockenbroich, welche von Pfarrer Deder gefunden wurden. Eine römische Wasserleitung, zahlreiche Mauerreste sowie sonstige Merkmale deuteten hin auf römische Niederlassung. Auch verschiedenste Matronensteine und Kupfermünzen mit der Aufschrift „diva Faustina“ lassen darauf schließen. Im alten Ortsteil Oberkastenholz sind stellenweise römische Mauerreste und ein Teil einer römischen Wasserleitung gefunden worden. Die älteste Ansiedlung des Römerkastells hat auf einer kleinen Anhöhe gestanden.
Die in der Hockenbroicher Erden gefundenen römischen Mauerreste sowie ebenfalls ein Römerkanal deuten drauf hin, dass hier der römische Verwaltungsmittelpunkt war. Dort soll auch die Burg „Hockebur“ gestanden haben. Die Hockebur wurde im 5. Jahrhundert durch die Franken, welche vom rechten Rheinufer in das römische Gebiet kamen, erobert.
Zur fränkischen Zeit war diese dann der Mittepunkt eines großen Hof- oder Königsgutes und trug die Bezeichnung „villa“. Man vermutet das auch aus diesem Grund, heute noch der Flurteil den Namen „auf dem Wyler“ führt, abgeleitet aus dem Lateinischen „villa villarium“.
Zu dieser Zeit wurde Kirchheim fränkisches Land und wegen seiner Lage und Kultur Fiskalgut, erst unter dem Königsgeschlecht der Merovingern und später den Karolingern. Diese „villa“ entwickelte sich noch vor dem 7. Jahrhundert zum Prädium Flamersheim, dessen älteste Erwähnung 870 in der Chronik des Regino von Prüm erfolgte. Dort heißt es ins Deutsche übersetzt: „Als Ludwig (der Deutsche) von östlichen Landen kommend, das Gebiet der Ripuarier betreten hatten nahm er Herberge in villa nominé Flamersheim (auf dem königlichen Hofgut Flamersheim) und wie er dort von einer großen Anzahl Begleiter umgeben, das solarium, (Söller oder oberes Stockwerk des Hauses) bestieg, brachen plötzlich zwei Balken, welche infolge des hohen Alters durch Fäulnis morsch geworden waren. Das solarium stürzte zusammen und unter seinen Trümmern wurde der König stark zerquetscht, so dass zwei Rippen sich aus ihrem Verbande lösten“
Hockebur, auch Hockenbur, bedeutet hohe Burg. Dies ist jedoch nicht mit Hockenbroich zu vergleichen und war nur ein Teil der alten „villa“. Dort wohnten die Leibeigenen, die den etwa 600 Morgen großen Besitz bewirtschafteten, welcher die Hockebur umgab.
Der Flur zwischen den alten Ortsteilen Hohnsheck und Hockenbroich gehörte zur villa; welche den Namen „Bröhl“ betrug. Diese erinnert an den am fränkischen Gut gelegene „Thiergarten“. Östlich der villa lag in einem Quadrat eine große kultivierte Fläche, welche vom Königsgut als Acker – und Gartenbaufläche bewirtschaftet wurde. Im Norden wurde diese von der Bauertsweide umgrenzt, im Osten von der Hallgasse und im Westen von der Hockenbroicher Straße. Dort befanden sich alte Fischteiche, welche vermutlich von den Römern aus dem Felsen gehauen wurden.
In den Jahren 881 und 882 vernichteten die Normannen die „villa“ vollständig und machten sie dem Erdboden gleich. In der Chronik des Regino von Prüm aus dem Jahre 882 steht geschrieben, dass die Normannen von Bonn aus kamen, das heutige Ludendorf „Landuljesdorf“ belagerten und vorn dort aus durch den Wald nach Prüm zogen, welches sie ebenfalls in Schutt und Asche legten. Vermutlich haben diese auch das im Halbkreis vom Flamersheimer Wald gelegene Prädium Flamersheim vernichtet. Dieses wurde nicht mehr aufgebaut, sondern die Bewohner siedelten sich östlich der Ebene an, wo das heutige Flamersheim entstand.
950–1047 waren die Aachener Pfalzgrafen noch die Besitzer des Prädium Flamersheim, welche die villa nicht wieder aufbauten und ihren Sitz auf die Tomburg verlegten. Flamersheim betrachteten sie als Hauptort ihres Bezirks. Das Prädium Flamersheim als Königsgut, erhielten die Pfalzgrafen nicht weiter und teilten es auf. Daraus folgte, dass mehrere kleine Ortsteile entstanden.
Es wird allgemein behauptet, das „Hockebur“ der älteste Mittelpunkt in dieser Gegend ist, welches noch nach Jahren durch einen alten Brauch bewiesen wird. Am Kirmessonntag (2. Oktober, damals nach Mariä Geburt) wird von dem Junggesellenverein Hockenbroich in der Hohnshecke, einem Teil der Hockebur, unter Klängen von Musik durch den Tambourcorps mit einem Reiter an der Spitze, jedes Mal an die Verhältnisse erinnert. Einer der Junggesellen verliest das sogenannte Hohnshecker Protokoll, welches scherzhaft die Abgaben und Leistungen aufzählt, welche die umliegenden Dörfer zu errichten haben. Zwanglos wird hier die alte Macht und Herrlichkeit wiedergegeben, die zu alter Zeit an diesem Ort bestand, jedoch von den meisten Menschen nicht mehr verstanden wurde und zeitweilig ausartete. So kam es dazu, dass 1835 durch Bürgermeister Overstolz und Amtsverwalter Pang, der Umzug zur Hohnshecke zum Ärger der Kirchheimer verboten wurde, ohne dass der Brauch als solcher abgeschafft werden konnte. Nach einiger Zeit lebte der Brauch in seiner alten Form wieder auf, nachdem sich Pfarrer Becker aus Vochem sowie Rieglor-Remagen, früher in Kirchheim wohnhaft, und viele andere um die Wiederherstellung des alten Protokolls bemüht hatten, da das ursprüngliche Protokoll verloren gegangen war. Das Protokoll enthielt so manchen blühenden Unsinn, so dass ein neues Protokoll in Reimversen geschrieben wurde, welches noch heute verlesen wird. Über die Jahrzehnte gestaltete sich das Fest als würdevoller, so dass der seit fast einem Jahrtausend erhaltene Brauch als Zugabe zur Kirmes noch lange erhalten bleibt.
Es wird vermutet, dass das Königsgut, welches auf der Hockebur, Wyler und Hohnheck lag und 872 von Ludwig (der Deutsche) Besitz nahm, eine Pfalzkapelle besaß. Zu dieser gehörte auch das Hofgesinde. Die weitab wohnenden Sassen der Großen Anlage gehörten anderen Kirchen an, welche auf dem Terrain entstanden waren. Gegen Ende des 9. Jahrhunderts zerstörten die Normannen den fränkischen (ripuarischen) Gau durch Mord und Brand.
Die Burgbewohner und die der näheren Umgebung verließen den verwüsteten Ort und zogen in die östliche, fruchtbarere Ebene. Dort errichteten sie im 9. und 10. Jahrhundert einen neuen Ort, der den vorigen Namen „Flamersheim“ erhielt. Kirchlich gehörte dieser jedoch zum „alten“ Flamersheim. In Hockebur, Wyler und Hohnsheck (dem „alten“ Flamersheim) waren noch einige Bewohner zurückgeblieben, die sich aus den Trümmern neue Wohnungen und für ihre religiösen Bedürfnisse eine Pfalzkapelle errichteten. So wurde aus dem alten Hockebur ein neues Dorf. Die Bewohner des mittleren Teils von Kirchheim nannten sich „die Dörfer“ und zu den beiden anderen Seiten „Hockenbroicher“ sowie „Oberkastenholzer“. Das neue entstandene Dorf, auf den Trümmern der alten Königsburg, erhielt nach seiner Lage und seiner alten Bezeichnung entsprechend den Namen. Hockebure, wie es aus dem Memorienbuch des St. Kölner Mariengradenstiftes aus der zweiten Hälfte des 13. Jahrhunderts zu entnehmen ist, wo es heißt: „Vlamersheim et Hockenbure solvent“. Anfangs war dies ein unbedeutender Ort, welcher sich jedoch schnell entwickelte und bald den Namen Kirchheim angenommen hat, denn im lib. valoris von 1316 ist zu lesen „Der Pastor von Kirchheim zahlt 10 M., der Vikar 6 m. Census“, wobei der Pfarrer wieder als das Stift Maria ad gradus zu betrachten sein wird. Da das neue Flamersheim (in der Ebene) ebenfalls stetig wuchs und besonders die Stiftsherren von Maria ad gradus, welchen Flamersheim vom Erzbischof Anno II um 1075 geschenkt worden war, nicht länger unter dem Pfarrer von Hockebure stehen konnten und wollten, sorgten sie dafür das Flamersheim eine eigene Kirche erhielt und Pfarrei wurde. Dies geschah bereits im 11. Jahrhundert. Die Pfarrei Hockenbur wurde dadurch sehr verkleinert und auch das Einkommen reduzierte sich. Pfarrer Deder hat nachgewiesen, dass der Pfarrer von Hockenbur für die Abgaben (Zehnt) der Ländereien, die er in der Flur der neuen Pfarrei Flamersheim verlor, 54 Morgen Herrenland erhielt. Aber in Erinnerung an sein altes Recht, blieb ihm der Zehnt von 90 Morgen im Flamersheimer Geld erhalten, wie auch Maria ad gradus eine Rekognitionsgebühr für die angetretenen 54 Morgen beanspruchte, die man „Seelpachl“ (Saal- oder Herrenpacht) nannte.
Die Herren von Tomburg besaßen als Nachfolger des Pfalzgrafen die Kollation über die seit dem 14. Jahrhundert genannte Pfarrei „Kirchheim“. 1473 ging sie von diesen an die Herzöge von Jülich und die Herren von Quadt über. Im Jahre 1710 trat Jülich sein Kollationsrecht, mit der Zustimmung des päpstlichen Nuntius und des erzbischöflichen Offiziales, an das Stiftskapitel in Münstereifel ab. Dieses übte die Kollation mit den Herren von Tomburg zu Flamersheim bis zur Säkularisation im Jahre 1802 aus.
In der Zeit des Nationalsozialismus wirkte ab 1938 Joseph Emonds als Pfarrer in der katholischen Pfarrgemeinde St. Martinus. Der Geistliche war ein Widerstandskämpfer gegen den Nationalsozialismus und ein Judenhelfer. In den letzten Kriegsmonaten versteckte er im Pfarrhaus den Düsseldorfer Maler Mathias Barz und seine jüdische Frau Hilde geborene Stein.
Nach 1945 strebte der Kreis ein Jugendheim an einer Anhöhe an Steinbachtalsperre für die Freizeitgestaltung an, welches bereits 1953 eröffnet wurde. 1975 wurde dieses an das Erzbistum Köln verkauft, die dieses nun als „Bildungsstätte Steinbachtalsperre“ betreibt und gänzjahrige Schulungswochen für Kinder und Jugendliche anbietet.
Am 1. Juli 1969 wurde die, durch die kommunale Neugliederung, nach Euskirchen eingemeindet.

## Kultur und Sehenswürdigkeiten

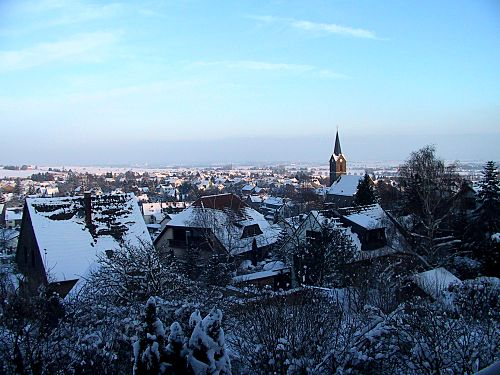
Blick über das winterliche Kirchheim mit der Martinskirche

Wanderern bietet sich von den Kirchheimer Anhöhen ein großartiger Ausblick auf die Rheinebene, in der sich der Kölner Dom und das Siebengebirge erblicken lässt.

### Steinbachtalsperre
Bekannt ist Kirchheim vor allem durch die nahegelegene Steinbachtalsperre. Sie wurde 1934–1936, als Erdschüttdamm, zusammen mit dem Waldfreibad Steinbachtalsperre erbaut um die ehemalige Flamersheimer Lederfabrik sowie die ehemaligen Euskirchener Tuchfabriken mit Wasser zu versorgen. 1986 sollte die Talsperre abgelassen werden, eine Bürgerinitiative verhinderte dies jedoch. Im Zeitraum von September 1988 bis April 1990 wurde die Talsperre vom Wasserversorgungsverband Euskirchen-Swistal aufwendig saniert. Die Steinbachtalsperre ist mit dem angeschlossenen Freibad, dem Waldgebiet Eulenhecke und dem Hillerscheider Flur ein Ausflugsziel.
Nach Starkregen in der Eifel am 14. Juli 2021 drohte die Steinbachtalsperre zu brechen. Denn durch Überflutung der Dammkrone erodierte die Außenseite. Deshalb wurde die Talsperre abgelassen und gleichzeitig vom THW abgepumpt. Der Damm wurde danach mittig v-förmig abgetragen. Eine Befüllung ist derzeit nicht zulässig, eine Entscheidung zum weiteren Vorgehen steht noch aus.

### Kloster Schweinheim
Das ehemalige Kloster Schweinheim gehört, entgegen seinem Namen, ebenfalls zum Gebiet der ehemaligen Pfarre Kirchheim. Es wurde als Cisterzienserinnenkloster im Jahr 1238 von dem Ritter Gottfried von Tomburg unter dem Namen „Porta coeli“ (Himmelspforte) gestiftet. Im Laufe der Zeit kam der Konvent zu ausgedehntem Grundbesitz, so dass seine Einnahmen jährlich 6000 Taler betrugen. In den Jahren 1726 bis 1728 entstanden die heute noch vorhandenen Gebäude. Nach Aufhebung des Klosters im Jahr 1802 wurden die Kirche und weitere Gebäude abgerissen. Bis heute sind noch der Äbtissinnenbau mit dem Hauptportal, dem barocken Treppenhaus und ein Nebenflügel erhalten. Die Ausstattung der Klosterkirche wurde auf mehrere Pfarrkirchen in der Umgebung verteilt und der Besitz ging in verschiedene Hände über. Heute ist das Kloster Schweinheim in Privatbesitz.

### Dorfzentrum
Im Dorfzentrum stehen die Pfarrkirche St. Martinus, das alte Pfarrhaus, der alte Friedhof, die alte Schule und ein ehemaliges kleines Kloster, deren Schwestern einen Kindergarten betrieben. Heute ist es ein betreutes Wohnheim der Caritas.
Ende der 1950er Jahre legte Rosa Öhlinger (genannt „Rosa“), die damalige Haushälterin von Dechant Joseph Emonds, eigenhändig eine Springbrunnenanlage zwischen Kirche, Kindergarten und Kloster an.

### St. Martinus

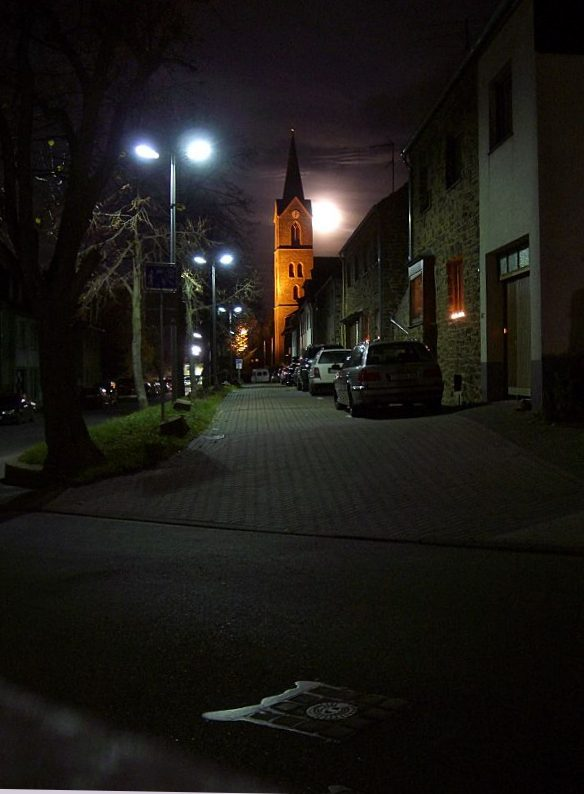
Die Martinskirche mit Novembervollmond

Die Kirche in Kirchheim ist eine Nachfolgerin der Pfalzkapelle des fränkischen Königsgutes Hockebur. Das Patrozinium des hl. Martinus weist ebenfalls auf deren Entstehung in fränkischer Zeit hin. Die ursprüngliche Kirche stand auf dem alten Friedhof. Im Jahre 1672 wurde der Chor erneuert und 1704 der Kirchturm neugebaut. 1868/70 wurde die heutige Kirche im frühgotischen Stil, nach Plänen des Bonner Architekten Schubert erbaut. 1871 wurde diese geweiht, nachdem die alte Kirche abgebrochen war. Von ihr existiert heute noch ein fränkischer Kopf im Eingangsbereich, eine Skulptur aus Sandstein. Im Jahr 1945 hat sich Dechant Emonds mit Hilfe der Pfarrgemeinde der Ausstattung angenommen. Das Dach, der Chor und Altar wurden erneuert. Ebenfalls wurden neue Glocken beschafft. Das Michaelfenster ist eine besondere Zierde, welches nach dem Vorbild von Chartres. 1963 wurde die Kirche statisch gesichert, da die Fundamente an der Westseite nachgegeben hatten und es Risse im Gewölbe gab.

### Sport
Am 22. Juni 2025 wurde die Spielgemeinschaft Flamersheim-Kirchheim (auch Männer von FlaKi genannt) erstmals Kreispokalsieger im Fußball und qualifizierte sich zugleich auch für den FVM-Mittelrheinpokal.

## Bildungseinrichtungen

### Schule
Seit 1860 gibt es eine Schule in Kirchheim. Die alte Schule in der Ortsmitte von Kirchheim wurde um 1900 als Bruchsteinbau errichtet. Zeitweise unterrichtete dort ein einziger Lehrer bis zu 211 Kirchheimer Kinder, während die „Norm“ 80 Kinder vorsah. In den späteren Jahren wurde die Schule mit einem Zwischenbau ergänzt. In diesem befanden sich moderne Toiletten, Abstellräume und ein Turnraum. Zuvor mussten die Kirchheimer Kinder, zu der Zeit üblich, auf einem Plumpsklo ihre Notdurft verrichten. Der linke Gebäudeteil enthielt Lehrerwohnungen, während im rechten Teil die Klassenräume untergebracht waren. Bis 1964 gab es die Volksschule Kirchheim, an der Herr Salmon und Herr Siebels als Lehrer und Frau Innig und Frau Hoffman als Lehrerinnen und Rektorinnen tätig waren. Der ortsansässige Dechant Joseph Emonds unterrichtete katholische Religion.
Nach 1964 trat an die Stelle der Volksschule (Klassen 1–8) eine ein- bis zweizügige Grundschule (Klassen 1–4) sowie als Hauptschule (Klassen 5–9), die Joseph-Emonds-Schule. Seit August 2006 hält die Grundschule als Offene Ganztagsschule ein Betreuungsangebot bis in den Nachmittag bereit. Weiterführende Schulen sind in Kirchheim nicht vorhanden. Die Kirchheimer Kinder besuchen solche Schulen in Euskirchen und in Bad Münstereifel.

### Kindergärten
In Kirchheim gibt es zwei Kindergärten, den katholischen Kindergarten St. Martinus und seit der Eröffnung am 6. Januar 1996 den zweizügigen städtischen Kindergarten.

## Persönlichkeiten
- Bettina Böttinger, Fernsehmoderatorin und Produzentin, lebt in Kirchheim.

## Verkehr
Die VRS-Buslinien 870, 873 und 874 der SVE verbinden den Ort mit Euskirchen und Flamersheim. Zusätzlich verkehren einzelne Fahrten der auf den Schülerverkehr ausgerichteten Linie 736 der SVE.
| Linie | Verlauf |
| ----- | --- |
| 736   | Schülerverkehr Euskirchen: Rheder – Kreuzweingarten – Stotzheim – Kirchheim |
| 870   | Euskirchen Bf – Wüschheim – Großbüllesheim – Kleinbüllesheim – Weidesheim – Kuchenheim Bf – Kuchenheim Markt – Palmersheim – Flamersheim – Kirchheim – (Steinbachtalsperre –) Niederkastenholz – Stotzheim – Roitzheim – Euskirchen Bf (Ringverkehr) |
| 873   | Euskirchen Bf – Roitzheim – Stotzheim – Niederkastenholz – (Flamersheim – Schweinheim) / (Kirchheim – Steinbachtalsperre) |
| 874   | Euskirchen Bf – Kuchenheim – Palmersheim – Flamersheim – Kirchheim |